# Церковь Святого Григория Просветителя (Таллин)
Церковь Святого Григория Просветителя (арм. Սուրբ Գրիգոր Լուսավորիչ եկեղեցի), также Таллинская церковь Яановой богадельни (эст. Tallinna Jaani seegi kirik) — храм Армянской Апостольский церкви в столице Эстонии Таллине. Храм является членом Церковного Совета Эстонии.

## История церкви
В отличие от других армянских церквей диаспоры, эта церковь не была изначально построена как армянская. До этого храм был лютеранской церковью Святого Яана, в 1813 году получившей официальное название богадельни. 
Первая каменная церковь была построена на этом месте в первой половине XIII века. В 1237 году она упоминается как приют Святого Яана (Иоанна) для ставших жертвой занесенной сюда крестоносцами проказы. Приют предположительно был основан таллинским епископом, подчинялся Таллинской ратуше. В письменных источниках 1363 года упоминается об отпущении двенадцатым епископом грехов тем, кто делает пожертвования приюту и приходит молиться в его часовню.
Церковь была небольшой, без свода. К ней также относились жилой дом, амбар и баня, которые позже были снесены. В 1449 году состоялось повторное освящение церкви, а также расположенного рядом с ней кладбища, которое провёл таллинский епископ Генрих.  
В начале XV века, после проведённых в XIV веке объёмных работ, состояние церкви было относительно хорошим. Церковь была разрушена в 1570 году, во время Ливонской войны, восстановительные работы начались в 1648 году, когда была возведена башня. Во время Северной войны церковь особенно не пострадала. Основные строительные работы велись в 1724 году: здание расширили и построили новую башню. Было дополнено внутреннее убранство церкви, на башню повесили второй, искусно украшенный колокол, который сохранился до настоящего времени. 
На протяжении пяти десятилетий советской власти церковь использовалась в качестве складского помещения. 
В 1999 году здание было внесено в Государственный регистр памятников культуры Эстонии. 
За последние десятилетия территория вокруг церкви с многовековой историей превратилась в район высотных зданий города, и здание церкви стало сильно контрастировать с его окрестностями.

## Экстерьер
Одноэтажное здание построено из известняка и оштукатурено. Имеет трапециевидный основной план. Своей длинной стороной выходит на начало Тартуского шоссе. Фонарная башня в стиле барокко и скаты церкви деревянные и покрыты горизонтальной обшивкой. Передний фасад имеет портал с круглой аркой. Двускатная крыша здания покрыта керамической черепицей.
Внутренние размеры здания: длина — 14,8 м, ширина на северо-запад — 4,15 м, на юго-восток — 5,6 м.
При инспектировании 17.04.2020 состояние здания церкви оценивалось как плохое.

## Внутреннее убранство
В церкви стоят копии изображений таких святых Армянской Апостольской церкви, как Святой Марии Богородицы, Святого Григория Просветителя, Святого Месропа Маштоца, Святого Саркиса и Иисуса Христа. Копии от армянских оригиналов были выполнены известным художником Сергеем Мининым.

## История армянской церковной общины в Эстонии
Впервые армяне начали селиться на территории нынешней Эстонии в середине XIX века. Сегодня их количество составляет около 1500 человек, подавляющая часть которых живёт в столице Таллине, где и была открыта армянская апостольская церковь Святого Григория Просветителя.
Как армянская апостольская церковь храм был зарегистрирован 11 ноября 1993 года и с того времени используется эстонской общиной Святого Григория. Местная армянская община получила это здание согласно договору, заключённому с Лютеранской церковь Эстонии во главе с Куно Паюлой, согласно которому снаружи церковь осталась неизменной, а внутри от ничем не отличается от обычной армянской церкви со всей необходимой атрибутикой. Большую работу по передаче церкви армянской общине сделали Сурен Саакян и Вануш Карапетян.
После регистрации армянской церковной общины был избран церковный совет, которой координировал действия прихожан по благоустройству церкви. В 2000-2001 годах церковь была отреставрирована. Большой вклад в эту работы был внесен старостой церкви Кареном Тер-Ованесяном. Отреставрированный храм и хачкар был освещен Епископом Езрасом и Епископом Аракелом из Армении.

## Галерея

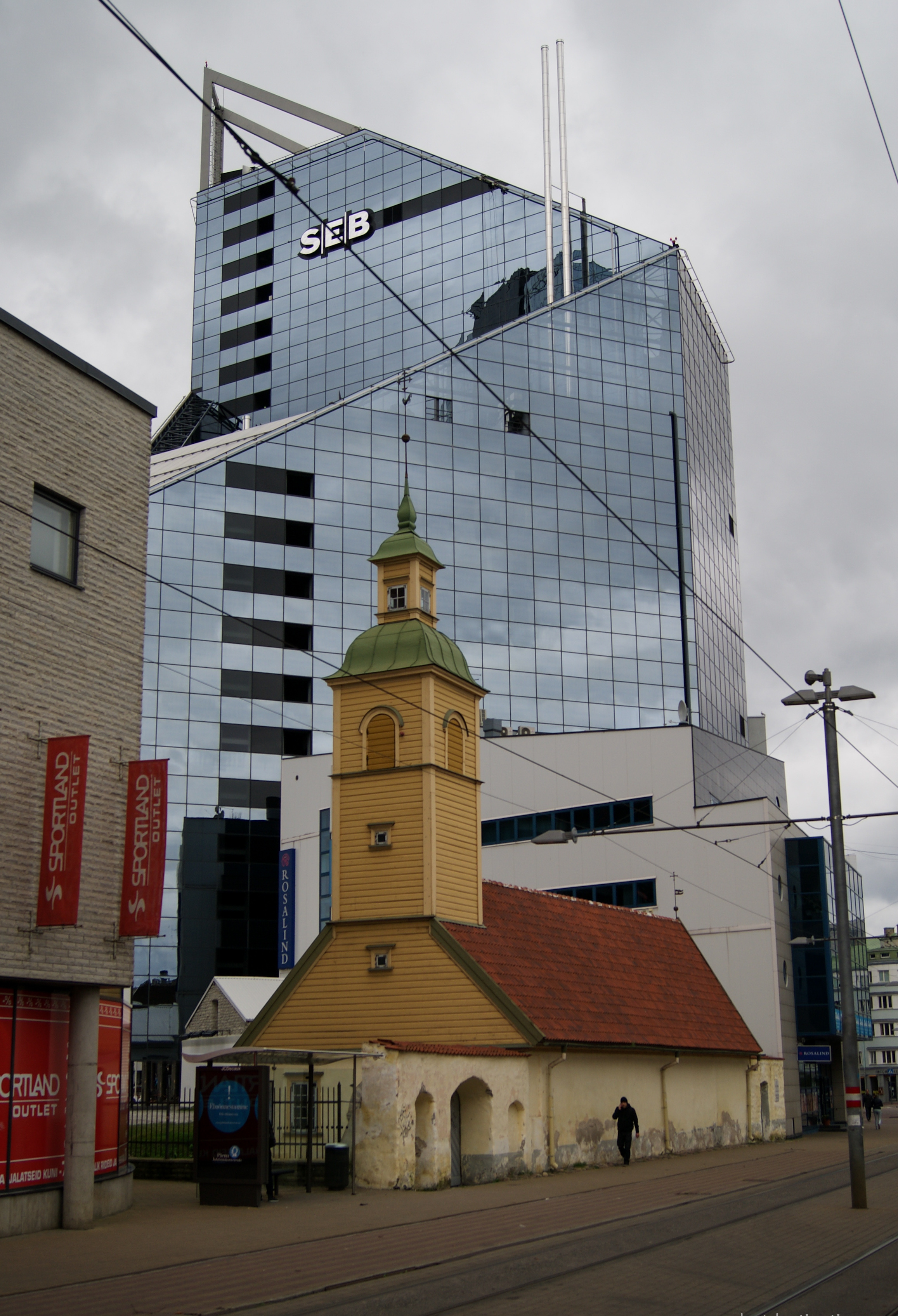
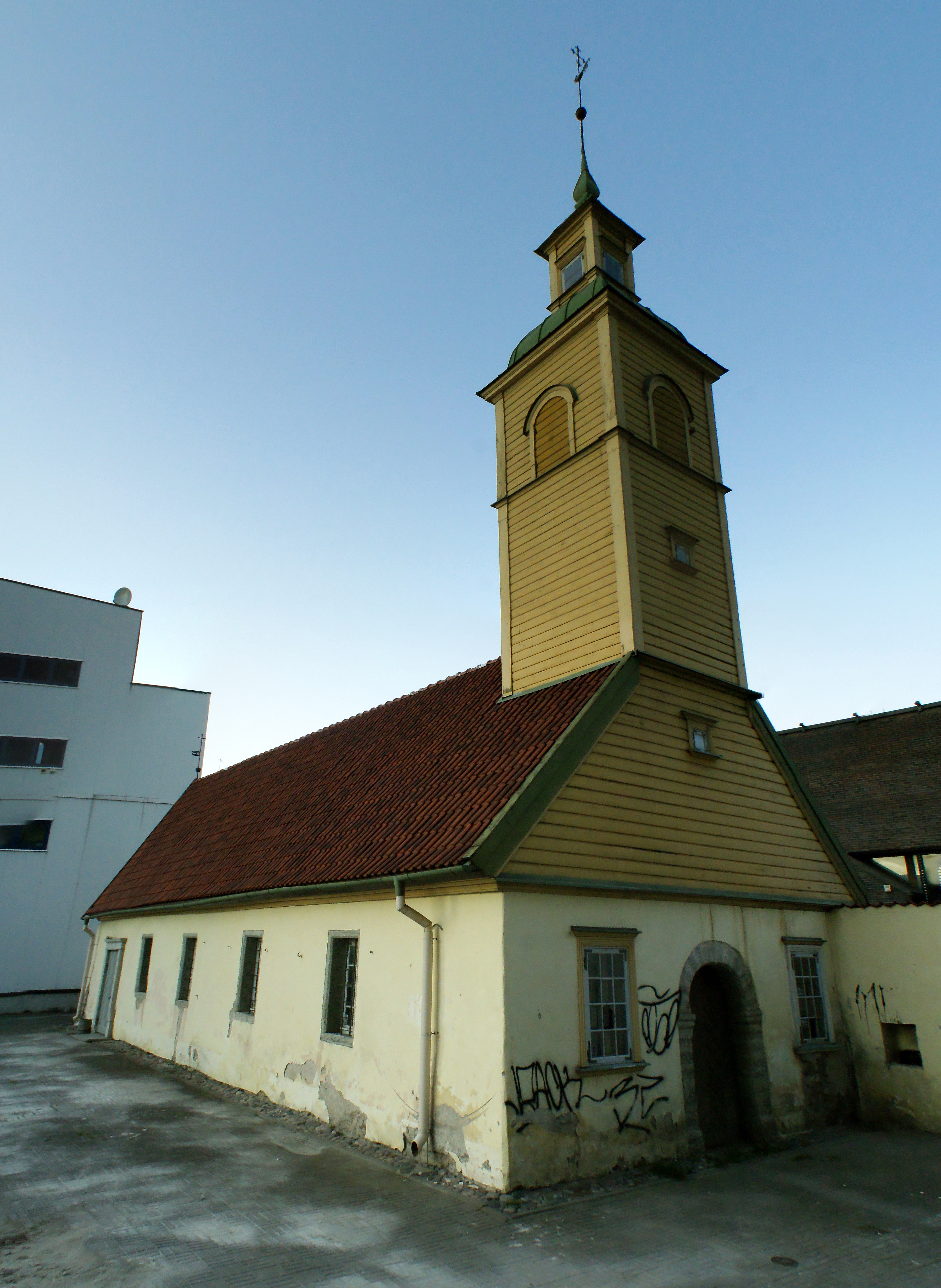
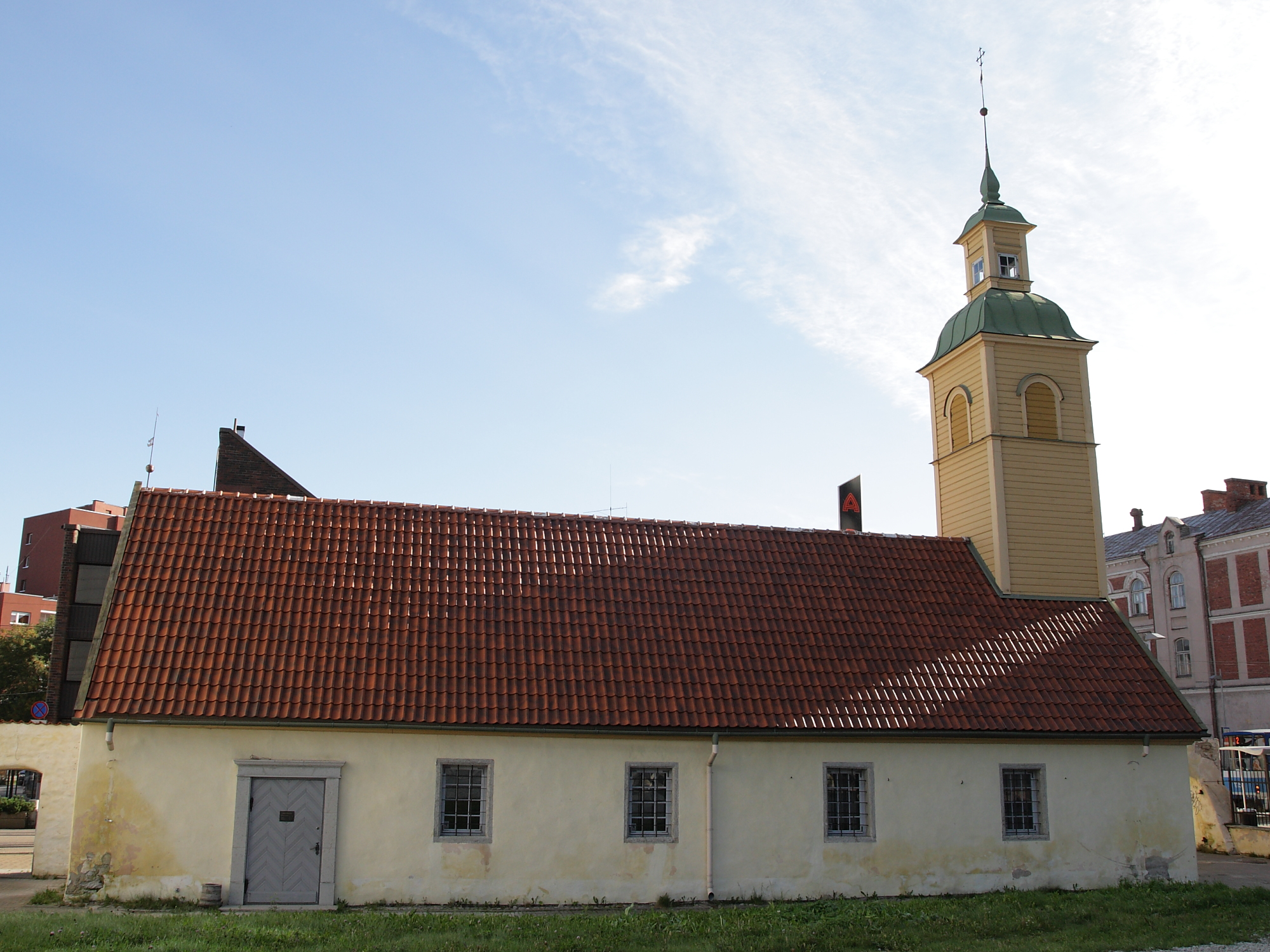
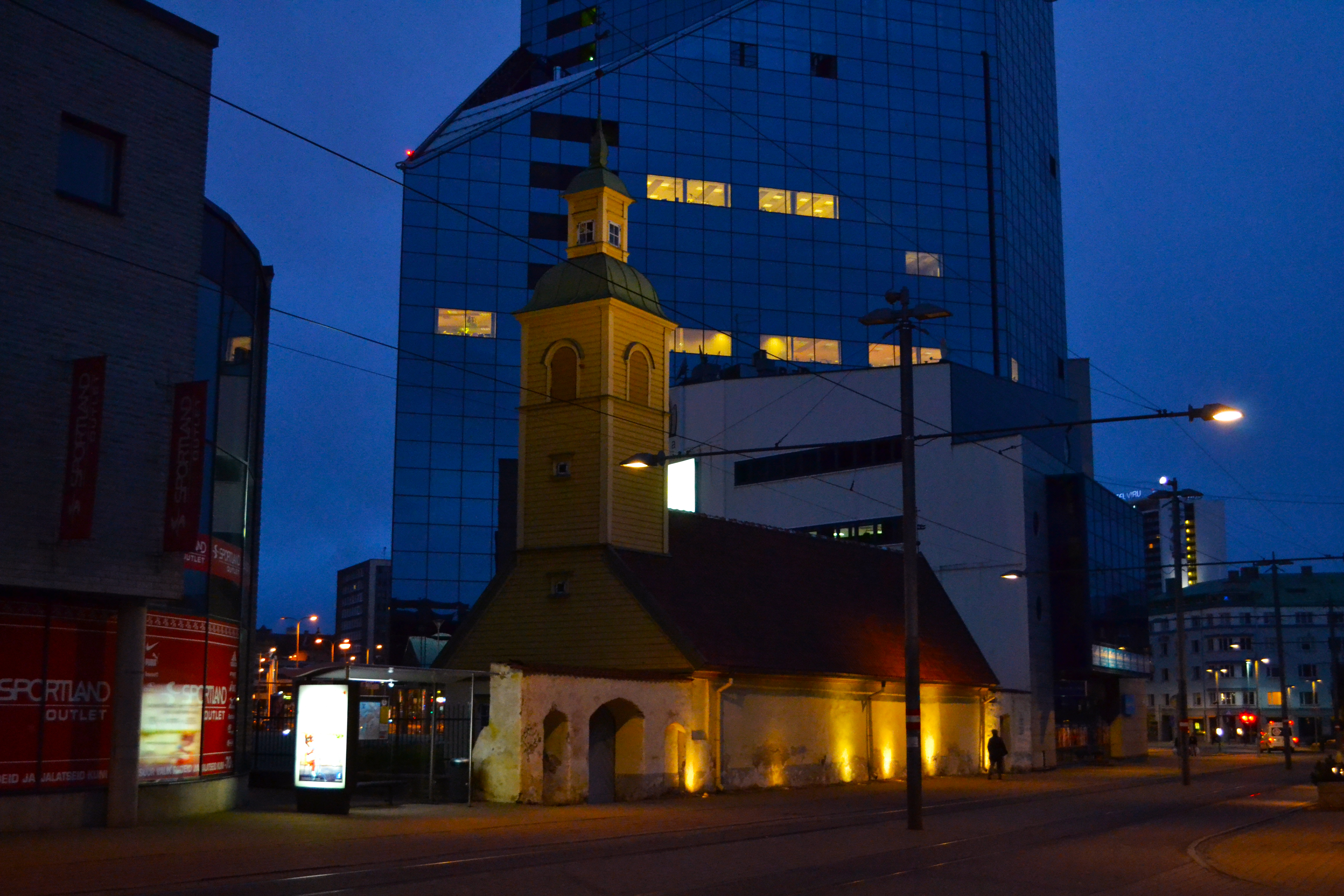